# جورج ماريون
جورج ماريون (بالإنجليزية: George F. Marion)‏ هو مصمم رقص ومخرج وممثل أمريكي، ولد في 16 يوليو 1860 بسان فرانسيسكو في الولايات المتحدة، وتوفي في 30 نوفمبر 1945 بكارميل-بي-ثي-سي في الولايات المتحدة بسبب نوبة قلبية.

## أعمال

### أفلام
- (1930) البيت الكبير
- (1930) قضية مقتل بيشوب
- (1931) المذنبون المرحون

## وصلات خارجية
- جورج ماريون على موقع IMDb (الإنجليزية)
- جورج ماريون على موقع ألو سيني (الفرنسية)
- جورج ماريون على موقع أول موفي (الإنجليزية)
- جورج ماريون على موقع قاعدة بيانات برودواي على الإنترنت (الإنجليزية)
- جورج ماريون على موقع قاعدة بيانات برودواي على الإنترنت (الإنجليزية)
- جورج ماريون على موقع قاعدة بيانات الأفلام السويدية (السويدية)
- جورج ماريون على موقع قاعدة بيانات الفيلم (الإنجليزية)
- جورج ماريون على موقع كينوبويسك (الروسية)